# In a World like This (singolo)
In a World like This è un brano dei Backstreet Boys, rilasciato il 25 giugno 2013 come primo singolo ufficiale del loro ottavo album In a World like This. Il brano fu scritto e prodotto in collaborazione con Max Martin, storico produttore dei maggiori successi del gruppo. È stato certificato Disco d'Oro in Giappone e Taiwan.

## Video
Il video della canzone fu girato nei dintorni di Los Angeles il 21 giugno 2013. Esso riprende i cinque i componenti mentre cantano insieme in un ambiente di campagna e anche alcuni brevi spezzoni di tre momenti della storia americana: il primo atterraggio sulla Luna, l'attacco dell'11 settembre 2001 e l'approvazione delle unioni dello stesso sesso in California. Il video fu presentato per la prima volta a Good Morning America il 18 luglio 2013 e disponibile nelle piattaforme digitali ufficiali poco dopo e fu il primo video che mostrò i Backstreet Boys di nuovo al completo dopo l'assenza di Kevin Richardson lunga sei anni.

## Tracce
- Digital download

1. "In a World like This" - 3:40

- Japanese CD single

1. "In a World like This" (Acappella) - 3:31
2. "In a World like This" (Instrumental) - 3:39

- Remix

1. "In a World like This" - 3:40
2. "In a World like This" (Manhattan Clique Club Mix) - 5:57
3. "In a World like This" (Adam Rockford Remix)- 6:19
4. "In a World like This" (Varun Remix) - 5:00
5. "In a World like This" (Drezo Remix) - 6:42
6. "In a World like This" (DJ Lynnwood Remix) - 6:18

## Classifiche

### Classifiche settimanali
| Classifica (2013)                         | Posizione massima |
| ----------------------------------------- | ----------------- |
| Belgio (Vallonia)                         | 20                |
| Brasile (Brasil Hot 100 Airplay)          | 5                 |
| Corea del Sud                             | 23                |
| Germania                                  | 100               |
| Giappone                                  | 6                 |
| Libano                                    | 1                 |
| Messico (Billboard Mexican Airplay Chart) | 3                 |
| Regno Unito                               | 155               |
| Repubblica Ceca                           | 2                 |
| Spagna                                    | 49                |
| Stati Uniti                               | 18                |
| Stati Uniti (adult)                       | 34                |
| Stati Uniti (dance club)                  | 35                |
| Taiwan (Taiwan Top 100)                   | 1                 |
| Ungheria (Rádiós Top 40)                  | 21                |
| Ungheria (Single Top 40)                  | 13                |

### Classifica di fine anno
| Classifica (2013)             | Posizione |
| ----------------------------- | --------- |
| Giappone                      | 63        |
| Giappone (airplay)            | 25        |
| Giappone (adult contemporary) | 11        |
| Taiwan                        | 8         |

## Date di pubblicazione
| Paese         | Data           | Format                  | Etichetta             |
| ------------- | -------------- | ----------------------- | --------------------- |
| Stati Uniti   | 25 Giugno 2013 | Digital download        | BMG Rights Management |
| Regno Unito   | 30 Giugno 2013 | Digital download        | BMG Rights Management |
| Giappone      | 3 Luglio 2013  | Singolo                 | BMG Rights Management |
| Italia        | 5 Luglio 2013  | Contemporary hit radio  | BMG Rights Management |
| Stati Uniti   | 22 Luglio 2013 | Top 40/Mainstream radio | BMG Rights Management |
| Corea del Sud | 16 Agosto 2013 | Digital download        | Neowiz Internet       |